# 데니스 오도이
데니스 프림퐁 오도이(네덜란드어: Denis Frimpong Odoi, 1988년 5월 27일 ~)은 벨기에에서 태어난 가나의 축구 선수로, 현재 벨기에 퍼스트 디비전 A의 클럽 클뤼프 브뤼허 KV에서 뛰고 있다. 포지션은 풀백으로, 왼쪽과 오른쪽에서 모두 뛸 수 있다.